# Кубок Італії з футболу 2006—2007
Кубок Італії з футболу 2006—2007 — 60-й розіграш Кубка Італії з футболу. Турнір стартував 19 серпня 2006 року, а завершився 17 травня 2007 року повторним фінальним матчем на стадіоні «Сан-Сіро» в Мілані. У турнірі взяли участь 72 італійських клубів. У фіналі «Рома» виграла у «Інтернаціонале» і в 8-й раз завоювала Кубок Італії.

## Календар
| Раунд        | Дата                                       | Матчі | Клуби   |
| ------------ | ------------------------------------------ | ----- | ------- |
| Перший раунд | 19-20 серпня 2006                          | 32    | 72 → 40 |
| Другий раунд | 23-24 серпня 2006                          | 16    | 40 → 24 |
| Третій раунд | 27 серпня 2006                             | 8     | 24 → 16 |
| 1/8 фіналу   | 8-9 листопада/28 листопада - 7 грудня 2006 | 16    | 16 → 8  |
| 1/4 фіналу   | 9-11/17-18 січня 2007                      | 8     | 8 → 4   |
| 1/2 фіналу   | 24-25 січня/31 січня - 1 лютого 2007       | 4     | 4 → 2   |
| Фінал        | 9/17 травня 2007                           | 2     | 2 → 1   |

## Перший раунд
| Команда 1        | Рахунок      | Команда 2        |
| ---------------- | ------------ | ---------------- |
| 19 серпня 2006   |              |                  |
| Сансовіно (4)    | 0:1          | Мессіна          |
| Гроссето (3)     | 3:4          | П'яченца (2)     |
| Монца (3)        | 1:0          | Барі (2)         |
| Новара (3)       | 1:2          | Мантова (2)      |
| Модена (2)       | 3:0          | Терамо (3)       |
| Фіорентіна       | 3:0          | Джарре (5)       |
| Дженоа (2)       | 3:2          | Спеція (2)       |
| Кавезе (3)       | 2:1          | Лечче (2)        |
| Болонья (2)      | 2:1 дч       | Читтаделла (3)   |
| Беневенто (4)    | 0:2          | Сампдорія        |
| Ріміні (2)       | 2:0 дч       | Тернана (3)      |
| Івреа (3)        | 0:3          | Торіно           |
| Санджованезе (3) | 1:3 дч       | Кротоне (2)      |
| Реджина          | 3:1 дч       | Про Васто (4)    |
| Кремонезе (3)    | 1:0          | Віченца (2)      |
| Таранто (3)      | 2:0          | Катанія          |
| Салернітана (3)  | 2:3          | Брешія (2)       |
| Кунео (4)        | 0:1          | Кальярі          |
| Галліполі (3)    | 0:1          | Верона (2)       |
| Венеція (3)      | 1:0          | Тревізо (2)      |
| Перуджа (3)      | 0:0 пен. 3:4 | Ареццо (2)       |
| Мельфі (4)       | 0:4          | Удінезе          |
| Авелліно (3)     | 1:2 дч       | Альбінолеффе (2) |
| Мартіна (3)      | 0:3          | Ювентус (2)      |
| Луккезе (3)      | 0:1 дч       | Чезена (2)       |
| Червія (5)       | 0:6          | Асколі           |
| Наполі (2)       | 3:1          | Фрозіноне (2)    |
| Аталанта         | 3:0          | Сассуоло (3)     |
| Павія (3)        | 0:4          | Пескара (2)      |
| Санремезе (4)    | 0:1 дч       | Трієстіна (2)    |
| 20 серпня 2006   |              |                  |
| Карпенедоло (4)  | 1:2 дч       | Сієна            |
| Лаціо            | 4:0          | Ренде (4)        |

## Другий раунд
| Команда 1        | Рахунок      | Команда 2    |
| ---------------- | ------------ | ------------ |
| 23 серпня 2006   |              |              |
| Мессіна          | 2:0          | П'яченца (2) |
| Монца (3)        | 1:1 пен. 3:4 | Лаціо        |
| Модена (2)       | 1:1 пен. 5:4 | Мантова (2)  |
| Дженоа (2)       | 1:0          | Фіорентіна   |
| Кавезе (3)       | 0:2          | Болонья (2)  |
| Ріміні (2)       | 1:2          | Сампдорія    |
| Кротоне (2)      | 2:1          | Торіно       |
| Кремонезе (3)    | 0:1          | Реджина      |
| Таранто (3)      | 0:1          | Брешія (2)   |
| Венеція (3)      | 0:1 дч       | Ареццо (2)   |
| Альбінолеффе (2) | 1:2 дч       | Удінезе      |
| Чезена (2)       | 1:2          | Ювентус (2)  |
| Наполі (2)       | 1:0 дч       | Асколі       |
| Пескара (2)      | 0:3          | Аталанта     |
| Трієстіна (2)    | 2:1          | Сієна        |
| 24 серпня 2006   |              |              |
| Верона (2)       | 1:2          | Кальярі      |

## Третій раунд
| Команда 1      | Рахунок      | Команда 2   |
| -------------- | ------------ | ----------- |
| 27 серпня 2006 |              |             |
| Мессіна        | 4:3 дч       | Лаціо       |
| Дженоа (2)     | 3:1 дч       | Модена (2)  |
| Болонья (2)    | 2:3          | Сампдорія   |
| Кротоне (2)    | 0:1 дч       | Реджина     |
| Брешія (2)     | 1:0 дч       | Кальярі     |
| Ареццо (2)     | 1:1 пен. 7:6 | Удінезе     |
| Наполі (2)     | 3:3 пен. 8:7 | Ювентус (2) |
| Трієстіна (2)  | 3:2 дч       | Аталанта    |

## 1/8 фіналу
| Команда 1                 | Заг.    | Команда 2      | 1-й матч | 2-й матч |
| ------------------------- | ------- | -------------- | -------- | -------- |
| 8/28 листопада 2006       |         |                |          |          |
| Мілан                     | 6:3     | Брешія (2)     | 4:2      | 2:1      |
| 8/29 листопада 2006       |         |                |          |          |
| Трієстіна (2)             | 1:4     | Рома           | 1:2      | 0:2      |
| 8/30 листопада 2006       |         |                |          |          |
| Сампдорія                 | 4:2     | Палермо        | 1:0      | 3:2      |
| Реджина                   | 3:3 (ч) | К'єво          | 2:2      | 1:1      |
| 8 листопада/6 грудня 2006 |         |                |          |          |
| Емполі                    | 2:0     | Дженоа (2)     | 1:0      | 1:0      |
| Ареццо (2)                | 3:2     | Ліворно        | 2:1      | 1:1      |
| 9/29 листопада 2006       |         |                |          |          |
| Мессіна                   | 0:5     | Інтернаціонале | 0:1      | 0:4      |
| 9 листопада/7 грудня 2006 |         |                |          |          |
| Наполі (2)                | 2:3     | Парма          | 1:0      | 1:3      |

## 1/4 фіналу
| Команда 1        | Заг. | Команда 2      | 1-й матч | 2-й матч |
| ---------------- | ---- | -------------- | -------- | -------- |
| 9/17 січня 2007  |      |                |          |          |
| Емполі           | 0:4  | Інтернаціонале | 0:2      | 0:2      |
| 10/17 січня 2007 |      |                |          |          |
| Сампдорія        | 3:1  | К'єво          | 1:0      | 2:1      |
| Рома             | 4:3  | Парма          | 2:1      | 2:2      |
| 11/18 січня 2007 |      |                |          |          |
| Мілан            | 2:1  | Ареццо (2)     | 2:0      | 0:1      |

## 1/2 фіналу
| Команда 1              | Заг. | Команда 2      | 1-й матч | 2-й матч |
| ---------------------- | ---- | -------------- | -------- | -------- |
| 24 січня/1 лютого 2007 |      |                |          |          |
| Сампдорія              | 0:3  | Інтернаціонале | 0:3      | 0:0      |
| 25/31 січня 2007       |      |                |          |          |
| Мілан                  | 4:5  | Рома           | 2:2      | 1:3      |

## Фінал
| Команда 1        | Заг. | Команда 2      | 1-й матч | 2-й матч |
| ---------------- | ---- | -------------- | -------- | -------- |
| 9/17 травня 2006 |      |                |          |          |
| Рома             | 7:4  | Інтернаціонале | 6:2      | 1:2      |

### Перший матч
| 9 травня 2007 21:45 (EEST) |

| «Рома»                                                         | 6:2      | «Інтернаціонале» |
| -------------------------------------------------------------- | -------- | ---------------- |
| Тотті 1' Де Россі 5' Перротта 15' Мансіні 30' Пануччі 55', 90' | Протокол | Креспо 20', 57'  |

| «Олімпійський стадіон», Рим Глядачів: 39 095 Арбітр: Массіміліано Саччані |

### Повторний матч
| 17 травня 2007 21:45 (EEST) |

| «Інтернаціонале»    | 2:1      | «Рома»       |
| ------------------- | -------- | ------------ |
| Крус 51' Креспо 57' | Протокол | Перротта 88' |

| «Сан-Сіро», Мілан Глядачів: 26 606 Арбітр: Емідіо Морганті |